# Potanina (krater)
Potanina är en nedslagskrater med en diameter på 92 kilometer, på planeten Venus. Potanina har fått sitt namn efter upptäcktsresanden Aleksandra Potanina.